# 國井正廣
國井 正廣（くにい まさひろ、1944年〈昭和19年〉7月5日 - 2019年〈令和元年〉6月12日）は、日本の俳優、殺陣師。東京都出身。
舞台から映画まで幅広く活躍。現代アクションにて「ファイティング・コーディネーター」「アクション・コーディネーター」などの表記を先駆けて起用、現在「ファイト・コレオグラファー」の表記にて活動中。海外でも高い評価を受け、日本人で唯一ワークショップでの講師を務める。
1984年「オフィス國井＆悪童児」を設立。1990年には、初の日本人殺陣師としてブロードウェイ・ミュージカル『将軍』に参加。以後、ニューヨーク・イタリアで殺陣の海外公演を成功させる。蜷川幸雄作品では、『ハムレット』『ロミオとジュリエット』『タンゴ・冬の終わりに』『タイタス・アンドロニカス』『コリオレイナス』『ヘンリー六世』等多数に参加。

## 受賞歴
- 2005年に読売演劇大賞優秀賞のスタッフ賞 - 劇団青年座『殺陣師段平』の殺陣で。

## テレビドラマ
- 土曜日の女シリーズ / 明日に喪服を（1973年、NTV）※国井正広でクレジット
- 俺たちは天使だ!
- 仮面ライダー
- おらんだ左近事件帖
- はぐれ刑事純情派
- 寺内貫太郎一家（技闘として）
- 土曜ドラマ（NHK）
  - 遠い国からの殺人者（1995年） - 擬斗